# 出石町
出石町（いずしちょう）は、かつて兵庫県の北東部、出石郡に属した町。
2005年（平成17年）4月1日に周辺5市町と合併し、豊岡市の一部となった。現在は豊岡市の6地区の1つ「出石」で、出石支所が管轄する。地区内各町の町名には「出石町」の冠称がつく。
旧出石藩の城下町。現在も残る風情のある町並みは、「但馬の小京都」と呼ばれている。

## 地理

### 地形
- 河川：出石川

### 大字
- 荒木
- 伊木
- 伊豆
- 入佐
- 上野
- 魚屋

- 内町
- 大谷
- 奥小野
- 奥山
- 鍛冶屋
- 片間

- 上村
- 川原
- 桐野
- 口小野
- 暮坂
- 小人

- 材木
- 嶋
- 下谷
- 田結庄
- 田多地
- 谷山

- 坪井
- 坪口
- 鉄砲
- 寺坂
- 寺町
- 東條

- 鳥居
- 中野
- 中村
- 長砂
- 袴狭
- 馬場

- 日野辺
- 平田
- 弘原
- 福居
- 福住
- 福見

合併後は冠称に「出石町」がつく（出石郡出石町○○→豊岡市出石町○○）。

## 歴史
- 1889年（明治22年）4月1日 - 町村制の施行により、出石郡出石谷山町・出石伊木町・出石材木町・出石内町・出石八木町・出石魚屋町・出石入佐町・出石東条町・出石本町・出石宵田町・出石鉄砲町・出石田結庄町・出石川原町・出石柳町・出石小人町・出石松ヶ枝町・出石馬場町・谷山分・寺町分・出石町分および弘原町分の一部の区域をもって成立。
- 1957年（昭和32年）9月1日 - 出石郡室埴村・小坂村および神美村の一部（大字宮内・坪井・袴狭・口小野・奥小野・安良・田多地）と合併し、改めて出石町が発足。
- 2005年（平成17年）4月1日 - 豊岡市、城崎郡城崎町、竹野町、日高町、但東町と合併し、改めて豊岡市が発足。同日出石町廃止。

## 町長
- 森本駿（1927年- ）

## 教育

### 小学校
- 出石町立小坂小学校
- 出石町立小野小学校
- 出石町立弘道小学校
- 出石町立寺坂小学校
- 出石町立福住小学校

### 中学校
- 出石町立出石中学校

### 高等学校
- 兵庫県立出石高等学校

### 特別支援学校
- 兵庫県立出石養護学校

## 産業

### 特産品
- 出石そば
- 出石焼
- 但馬ちりめん（出石ちりめん）
- 出石たくあん
- 出石帆布

## 交通

### 空港
- 但馬空港

### 鉄道
町内を鉄道路線は通っていない。
1929年から1944年の間は、出石鉄道が町内を通っていた。

### 道路
- 一般国道
  - 国道426号
  - 国道482号
- 県道
  - 兵庫県道2号宮津八鹿線
  - 兵庫県道10号和田山出石線
  - 兵庫県道248号香住大谷線
  - 兵庫県道253号寺坂柳線
  - 兵庫県道255号上村養父線
  - 兵庫県道528号寺坂福住線
  - 兵庫県道536号口小野庄境線
  - 兵庫県道706号町分久美浜線

## 名所・旧跡・観光スポット・祭事・催事
- 出石伝統的建造物群保存地区
  - 辰鼓楼
  - 出石城跡
  - 出石家老屋敷
  - 出石史料館
  - 宗鏡寺

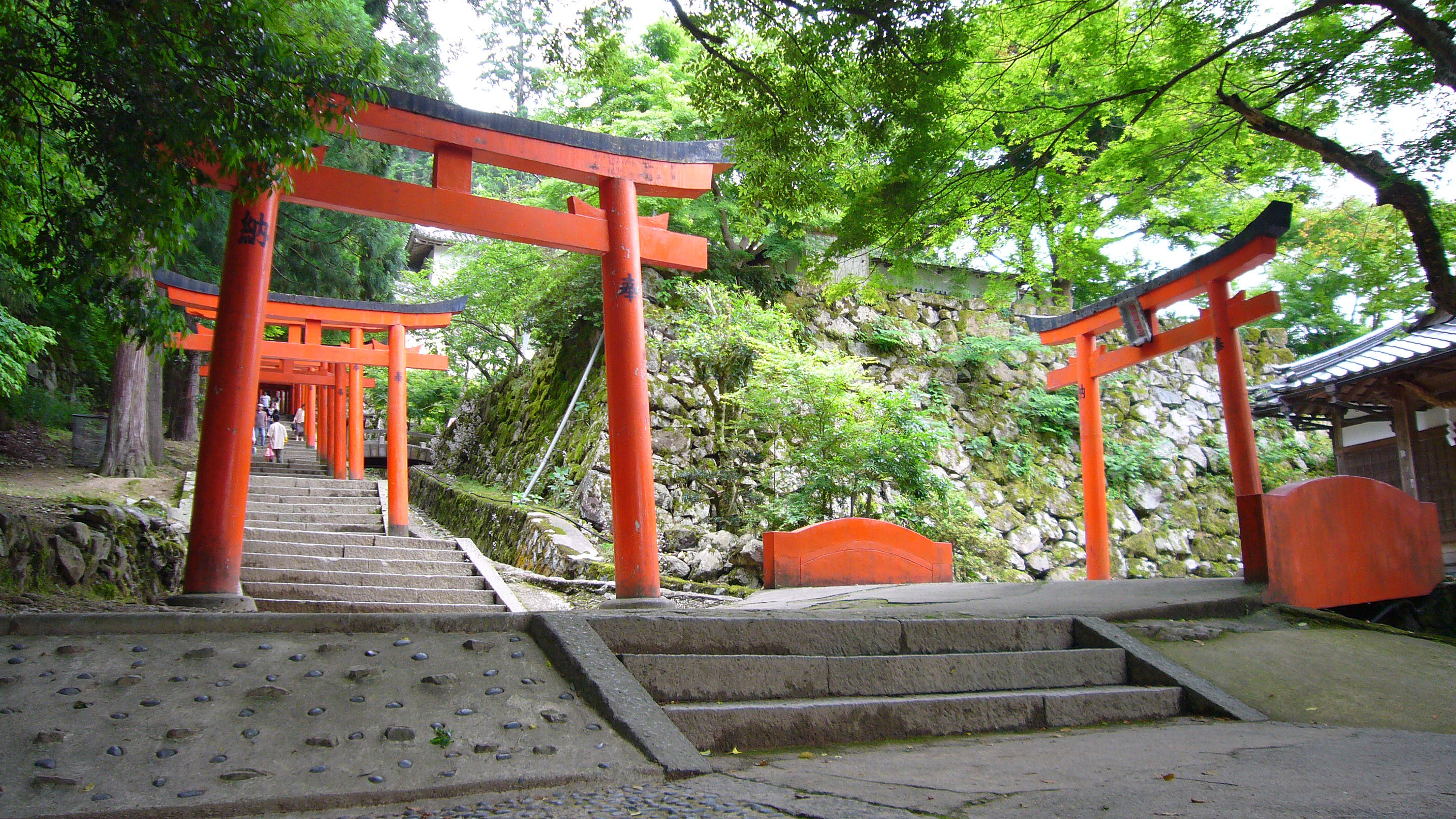
出石城跡と稲荷神社参道

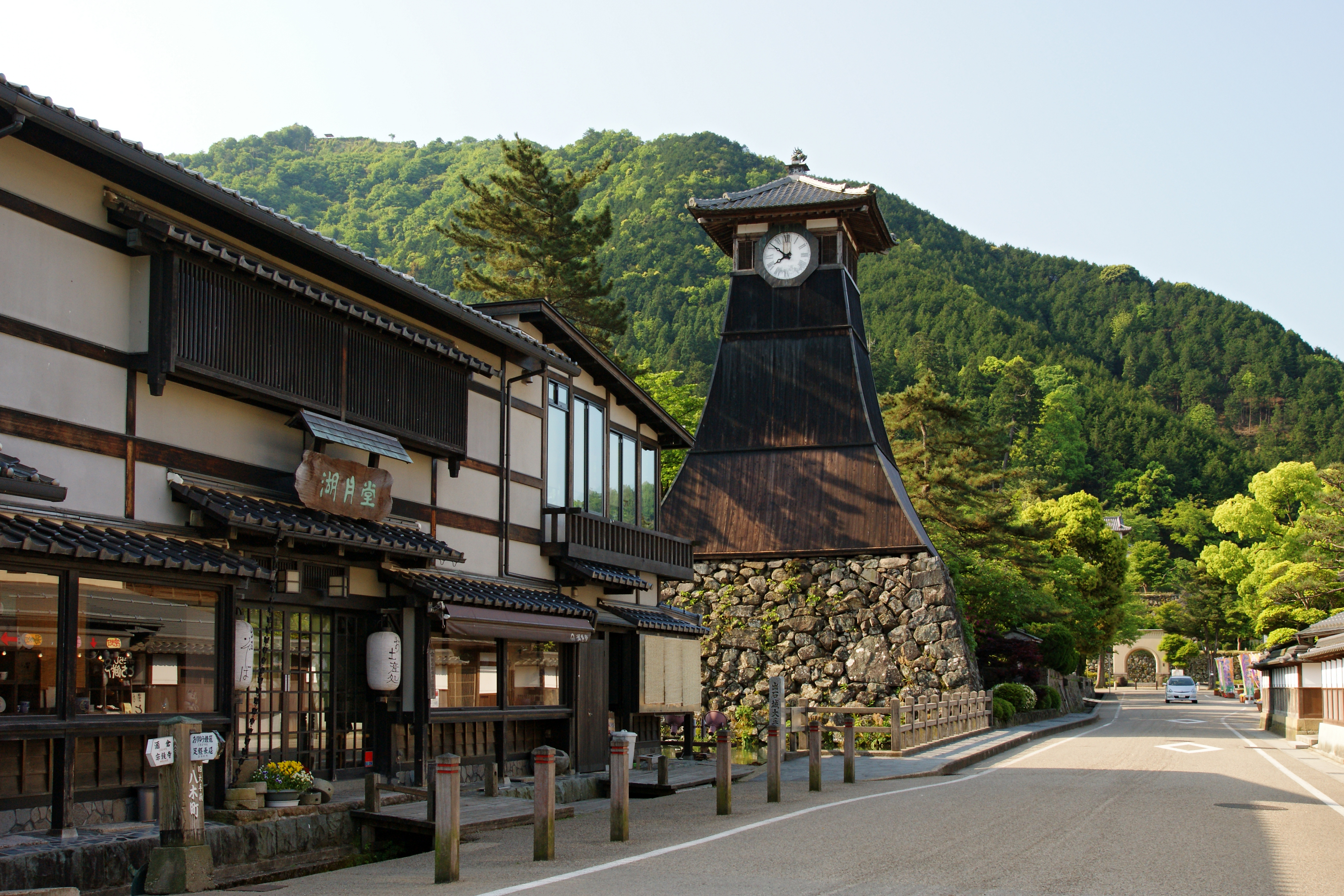
辰鼓楼と出石城下町

  - 明治館 - 明治時代初期築の旧出石郡役所
  - 伊藤清永美術館
  - 石部神社 - 式内社
- 出石神社 - 但馬国の一ノ宮
- 出石磁器トリエンナーレ

## 出身有名人
- 加藤弘之 - 東京大学初代総長
- 齋藤富雄 - 兵庫県副知事
- 桜井勉 - 天気予報の創始者
- 斎藤隆夫 - 政治家
- 伊藤清永 - 画家・名誉町民
- 大友工 - プロ野球選手
- 能見篤史 - プロ野球選手
- 島田洋之介 - 漫才師 島田紳助の師匠。

## 友好都市
- 上田市（長野県）- 1979年（昭和54年）11月5日、友好都市締結。
- 慶州市（大韓民国）- 1991年（平成3年）、友好都市締結。